# Cavan (Côtes-d’Armor)
Cavan (bretonisch: Kawan) ist eine französische Gemeinde mit 1548 Einwohnern (Stand 1. Januar 2022) im Département Côtes-d’Armor in der Region Bretagne. Sie gehört zum Arrondissement Lannion, zum Kanton Bégard und ist Mitglied des 2015 gegründeten Gemeindeverbands Lannion-Trégor Communauté. Die Bewohner nennen sich Cavannais(es).

## Geografie
Cavan liegt rund elf Kilometer Luftlinie südöstlich der Kleinstadt Lannion im Norden der Bretagne.

## Bevölkerungsentwicklung
| Jahr                       | 1793 | 1800 | 1836 | 1866 | 1872 | 1876 | 1962 |
| Einwohner                  | 1706 | 1496 | 2124 | 2001 | 1191 | 1859 | 935  |
|                            |      |      |      |      |      |      |      |
| Jahr                       | 1968 | 1975 | 1982 | 1990 | 1999 | 2006 | 2012 |
| Einwohner                  | 844  | 854  | 1025 | 1080 | 1129 | 1351 | 1456 |
| Quellen: Cassini und INSEE |      |      |      |      |      |      |      |

Die zunehmende Mechanisierung der Landwirtschaft und die zahlreichen Toten des Ersten Weltkriegs führten zu einem Absinken der Einwohnerzahlen bis auf die Tiefststände in neuerer Zeit.

## Sehenswürdigkeiten
Der Turm der Kirche Saint-Chéron mit Teilen aus dem 14. Jahrhundert stammt aus dem 17. Jahrhundert und ist seit 1926 als Monument historique eingestuft.

## Nachweise
1. ↑  www.culture.gouv.fr/ – monuments historiques